# Ljudevit Perič
Ljudevit Perič, slovenski politik in župan Ljubljane, * 1884, † 1926. 
Dr. Perič je bil ljubljanski župan med letoma 1921 in 1926.